# 鶴田大樹
鶴田 大樹（つるだ たいき、1991年7月13日 - ）は、日本の元男子バレーボール選手である。

## 来歴
福岡県三井郡大刀洗町出身。小1の頃、姉の影響を受けてバレーボールを始める。父母もバレーボールをしているバレーボール一家であった。
中学は隣町である朝倉市立南陵中学校に進学。朝妻監督のレシーブの指導に大きな影響を受けたと言う。高校は東福岡高等学校に進学し、県大会で敗退だったチームが春の高校バレー出場を果たす原動力となった。学生時代はアウトサイドヒッターのエースとして活躍していて、2009年には春高で決勝進出に貢献した。大学は東海大学に進学。
大卒後は中学の頃からの夢である教員になるつもりであったが、サントリーサンバーズからオファーを受けたため、2014年に入団。同時にリベロ転向も依頼され、それも受け入れた。入団を決断したのも、指導者（教員）としてのキャリアを積むことを目的にしたのが大きかったという。内定選手として2013/14シーズンの試合にも出場し、当初はアウトサイドヒッターとしてプレーすることも多かった。ルーキーイヤーの2014/15シーズンに最優秀新人賞を受賞。
2015-2017年、日本代表登録メンバーに選出される。2017年にはワールドリーグに出場しチームに貢献した。
2018年、リベロとしてチームを支えていた酒井大祐が引退し、その後継者としてリベロに定着。
2019年、入団2年目の大宅真樹と共にサントリーとプロ契約を結ぶ。プロ選手の酒井や柳田将洋の影響を受けてプロへの意識が強まり決断した。プロ1年目、優勝を目指して2019-20シーズンに取り組み、サーブレシーブ賞とレシーブ賞に輝く活躍をしたが、セミファイナルで敗れ3位となり、これだけやってもダメだったと大宅と共に悔しさを露わにした。悔しさをバネに次こそは優勝だとプロ2年目に意気込み、2020-21シーズンで優勝した。優勝が決まったときはホッとした気分になったという。
2022年1月27日、サントリーは、鶴田が2021-22 V.LEAGUE DIVISION1 MENをもって勇退すると発表した。監督の山村宏太からは何度も引き留めたが、教員になりたい気持ちは強く、山村も勇退を受け入れた。最後のシーズンもチームの連覇に貢献し、有終の美を飾った。連覇が決まった瞬間は思わず号泣した。引退後は高校教諭になり鹿児島県徳之島の樟南第二高等学校で女子バレーボール部の指導者を務める。

## 人物
- サントリーサンバーズに入団後、徳之島出身の知人の誘いでバレーボール教室に参加し、そこで学生達のバレーボールに向き合う姿勢と運動能力の高さに感銘を受け、それ以来、毎年のようにバレーボール教室に参加し、徳之島でバレーボールを指導したい気持ちが次第に強まったという[4]。
- 現役引退後の高校での指導について、指導を受けている学生からは、「丁寧に教えてくれる」と評された[6]。

## 球歴
- 日本代表 2015-2017年
  - ワールドリーグ - 2017年

## 所属チーム
- 東福岡高等学校（2007-2010年）
- 東海大学（2010-2014年）
- サントリーサンバーズ（2014-2022年）

## 受賞歴
- 2015年 - 2014/15V・プレミアリーグ 最優秀新人賞
- 2020年 - 2019-20 V.LEAGUE DIVISION1 サーブレシーブ賞、レシーブ賞